# براين دتمر
براين دتمر (بالإنجليزية: Brian Dettmer)‏ هو فنان أمريكي معاصر ولد في عام 1974. يحب براين أن يغير الكتب القديمة والخرائط والألبومات وأشرطة التسجيل ليجعلها أعمال فنية بصرية جميلة.

## حياته
عاش براين دتمر في نابرفيل،إلينوي. حتى عام 2006، عاش دتمر في وحول شيكاغو، حيث حصل على درجة البكالوريوس في الفنون الجميلة من كلية كولومبيا شيكاغو في عام 1997. خلال دراستة، عمل دتمر كفنان في الأماكن المتعلقة بالرسومات وتصميم اللافتات. في عام 2006، انتقل دتمر مع زوجته إلى أتلانتا حيث عمل كفنان أستوديو.
في الكلية، ركز دتمر على الرسم في المقام الأول. عندما بدأ في العمل في محل للإشارة، بدأت تكتشف أعماله العلاقة بين النص والصورة واللغة والشفرات بما في ذلك اللوحات المعتمدة على برايل وشفرة مورس ولغة الإشارة الأمريكية. ثم بدأ العمل بتكرار لصق أوراق الصحف والكتب على قماش ويمزق القطع تاركا وراءه طبقات من القطع. في عام 2000، بدأ دتمر في اللصق والقص داخل الكتب، الوسط الذي عرف به فيما بعد.

## أعماله
تتمحور أعمال برايد تدمر في الوقت الحالي حول تغيير وسائل الإعلام وتحويل شكلها الخارجي وإزالة أو كشف المحتوى بشكل انتقائي لصنع عمل فني جديد. يقول دتمر:«كثيرا ما تقع الكتب القديمة والسجلات، والأشرطة والخرائط ووسائل الإعلام الأخرى في مجال شغله الفن المعاصر كثيرا.و انخفض دورها المقصود وغالبا ما توجد كرموز للأفكار التي يمثلونها أكثر من حاملة حقيقية للمحتوى......و عندما تكون الوظيفة المقصودة لكائن ما زائلة، تظهر ضرورة اتباع نهج جديد في الشكل والمضمون». (فالديز2006).
مجموعة كبيرة من أعمال دتمر الحالية مكونة من تغيير الكتب، بما في ذلك المعاجم القديمة والموسوعات والكتب المدرسية والعلوم والهندسة والفنون والأدلة الطبية وكتب التاريخ والأطالس والكتب المصورة وكتب عينات ورق الجدران وغيرها يقص دتمر داخل الكتب ويختار صور ونصوص لعمل أعمال معقدة ثلاثية الأبعاد مشتقة التي تكشف تغييرات جديدة أو بديلة للكتب. ولا يغير أو يدرج دتمر ابدا محتويات الكتب.(Moayeri 2008). ويتم تنفيذ العملية بدون تخطيط مسبق أو رسم محتويات قبل قص الكتاب.(كولوم 2010).و مثال على كتب دتمر المتغيرة الفريدة هو عمله في عام 2003،المعجم العالمي الجديد.
في السنوات الأخيرة، عزز دتمر عمله الفني بطي وحني ولف وجمع الكتب قبل قصها وختمها، في بعض الحالات، يغطيها بالرمل لعمل شكل جديد. وقد شيًد دتمر أيضا أكبر المنحوتات باستخدام مجموعات كاملة من الموسوعات والكتب المرجعية الأخرى.
و من الأمثلة الأخرى لوسائل الأعلام التي غيرها دتمر هي أشرطة الكاسيت الموسيقية المنصهرة والتي شُكلت على شكل هيكل عظمي بشري.
(تايسون 2007) وجماجم حيوانات مختلفة، وقص خرائط الطرق السريعة في الولايات المتحدة والشرق الأوسط.(Packer 2005)، منحتوتات خرائطية ثلاثية الأبعاد، وكشف وعرض أشرطة فيديو في اتش اس لأفلام العصابات في ترتيبات جنازة زهرة، وإعادة تشكيل مثيرة للجدل لمقاطع صوتية من خطاب حالة الاتحاد للرئيس الأمريكي جورج دبليو بوش في عام 2002. (Feigly 2003).و تم نشر وعرض عمل براين دتمر على نطاق واسع في المتاحف والمعارض حول العالم، وحاليا يعرض في عدد من المعارض الفنية بما في ذلك كنز +تيلاو فاين آرت في نيويورك ومعرض باكر ستوبف في شيكاغو وتومي تويرل في سان فرانسيسكو وميتو في برشلونة وسالت وورك في أتلانتا.

## روابط خارجية
- الموقع الرسمي لبراين دتمر
- ألبوم صور براين دتمر في فليكر
- Packer Schopf Gallery
- Brian Dettmer في Kinz + Tillou
- Brian Dettmer في Toomey Tourell
- Brian Dettmer في MiTO
- Brian Dettmer في SALTWORKS